# Y 5200
,

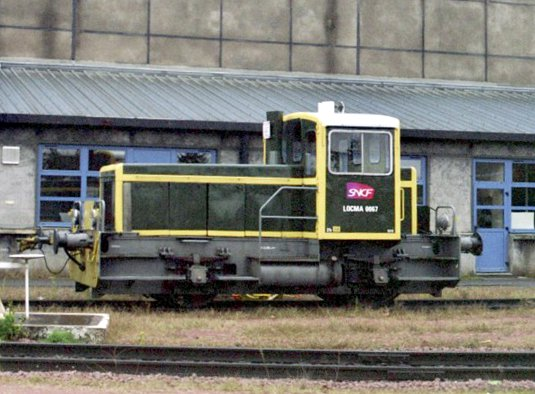
Y 5213 ré-immatriculé LOCMA 0067 et utilisé pour les manœuvres au dépôt de Saint-Pierre-des-Corps

Les Y 5200 sont des locotracteurs diesel de la SNCF, qui étaient utilisés pour les manœuvres dans les dépôts et ateliers du matériel.
Ils sont quasiment identiques aux Y 5100, la différence résidant dans la boîte hydraulique qui est une version légèrement modifiée par Voith, ainsi que dans le système de refroidissement.
Aujourd'hui tous radiés, certains sont encore utilisé en tant que LOCMA (LOCotracteur de MAnœuvre) dans des dépôts et ateliers, ou encore sur des embranchements particuliers.

## Effectifs par réseaux du 1er janvier 1966[2]jusqu'à celui de 1973[3]et Dépôts titulaires[3],[4],[5]
- Réseau Est - 1 : 2[2],[3]
- Réseau Nord - 2 : 7[2],[3]
- Réseau Ouest - 3 : 1[2],[3]
- Réseau Sud-Ouest - 4 : 3[2],[3]
- Réseau Sud-Est - 5 : 2[2], 3[3]
- Réseau Méditerranée - 6 : 1[2]
- Strasbourg[3],[4],[5]
- La Plaine[3],[4],[5]
- Lens[3],[4],[5]
- Longueau[3],[4],[5]
- Sotteville[3],[4]
- Tours - Saint-Pierre-des-Corps[3],[4],[5]
- Limoges[3],[5]
- Tarbes[3],[4],[5]
- Vénissieux[3],[4],[5]
- Nîmes[3],[4],[5]
- Brive[4]
- Rennes[5]

## Préservation
- Y 5205 : préservé par le Chemin de fer Touristique du Haut-Quercy (CFTHQ).